# Фотий II
Патриа́рх Фо́тий II (греч. Πατριάρχης Φώτιος Β΄, в миру Дими́триос Маниа́тис, греч. Δημήτριος Μανιάτης; 16 ноября 1874, Бююкада, Стамбул — 29 декабря 1935, Стамбул) — Константинопольский патриарх (1929—1935).

## Биография
После окончания начальной школы учился средней школе в Филипполисе (Пловдиве). Изучал богословие в Афинском университете и философию в Мюнхенском университете. Знал греческий, турецкий, французский, немецкий и болгарский языки.
В 1902 году был рукоположён в сан диакона. Служил в Филиппольской митрополии, существовавшей параллельно Пловдивской митрополии Болгарского экзархата, находившегося в расколе с Константинопольским патриархатом. Дослужился до звания протосинкелла.
В 1906 году в результате острого конфликта все греческие иерархи были изгнаны из Болгарии, вследствие чего Фотий был назначен патриаршим экзархом Филипполя и оставался в этом качестве до 1914 года.
В 1915 году стал викарным епископом Иринупольским (Ειρηνουπόλεως).
7 октября 1929 года Священным синодом Константинопольского патриархата был избран Вселенским патриархом.
Во время его патриаршества отношения между Грецией и Турцией улучшились благодаря политическим действиям Элефтериоса Венизелоса и Кемаля Ататюрка. В 1930 году премьер-министр Греции Венизелос нанёс официальный визит в Стамбул, во время которого встретился с патриархом Фотием II. Это был первый визит главы греческого правительства в Фанар.
Патриарху Фотию удалось внести успокоение в жизнь Американского экзархата Константинопольского патриархата, который переживал разделение на монархистов и венизелистов. Несмотря на протесты архиепископа Нью-Йоркского Александра (Димоглу) и двух его викариев, выступавших против упразднения автономного статуса Американского экзархата, патриарх Фотий 19 июня 1930 года по договорённости с греческими властями снял митрополита Александра с должности экзарха Северной и Южной Америки и назначил туда в августе митрополита Керкирского Афинагора (Спиру). Принятый в том же году устав упразднял американский Синод, а правящие епархиальные епископы становились викарными.
17 февраля 1931 года патриарх Фотий II принял бывшую Западноевропейскую митрополию во главе с Евлогием (Георгиевским) в свою юрисдикцию.
Скончался 29 декабря 1935 года.